# Лехнівка (Броварський район)
Лехні́вка — село в Україні, у Броварському районі Київської області. Населення становить 1457 осіб. Входить до складу Березанської міської громади.

## Географія
Село розташоване на лівому березі річки Недра (басейн Дніпра). Займає площу 3,65 км².

## Історія
За даними на 1859 рік у власницькому та козацькому селі, центрі Лехнівської волості Переяславського повіту Полтавської губернії, мешкало 1164 особи (608 чоловічої статі та 556 — жіночої), налічувалось 188 дворових господарств, існувала православна церква та волосне правління.
Станом на 1885 рік у колишньому державному та власницькому селі мешкало 1430 осіб, налічувалось 268 дворових господарств, існували православна церква, школа, 4 постоялих будинки, лавка та 47 вітряних млинів.
За переписом 1897 року кількість мешканців зросла до 1702 осіб (822 чоловічої статі та 880 — жіночої), з яких 1687 — православної віри.

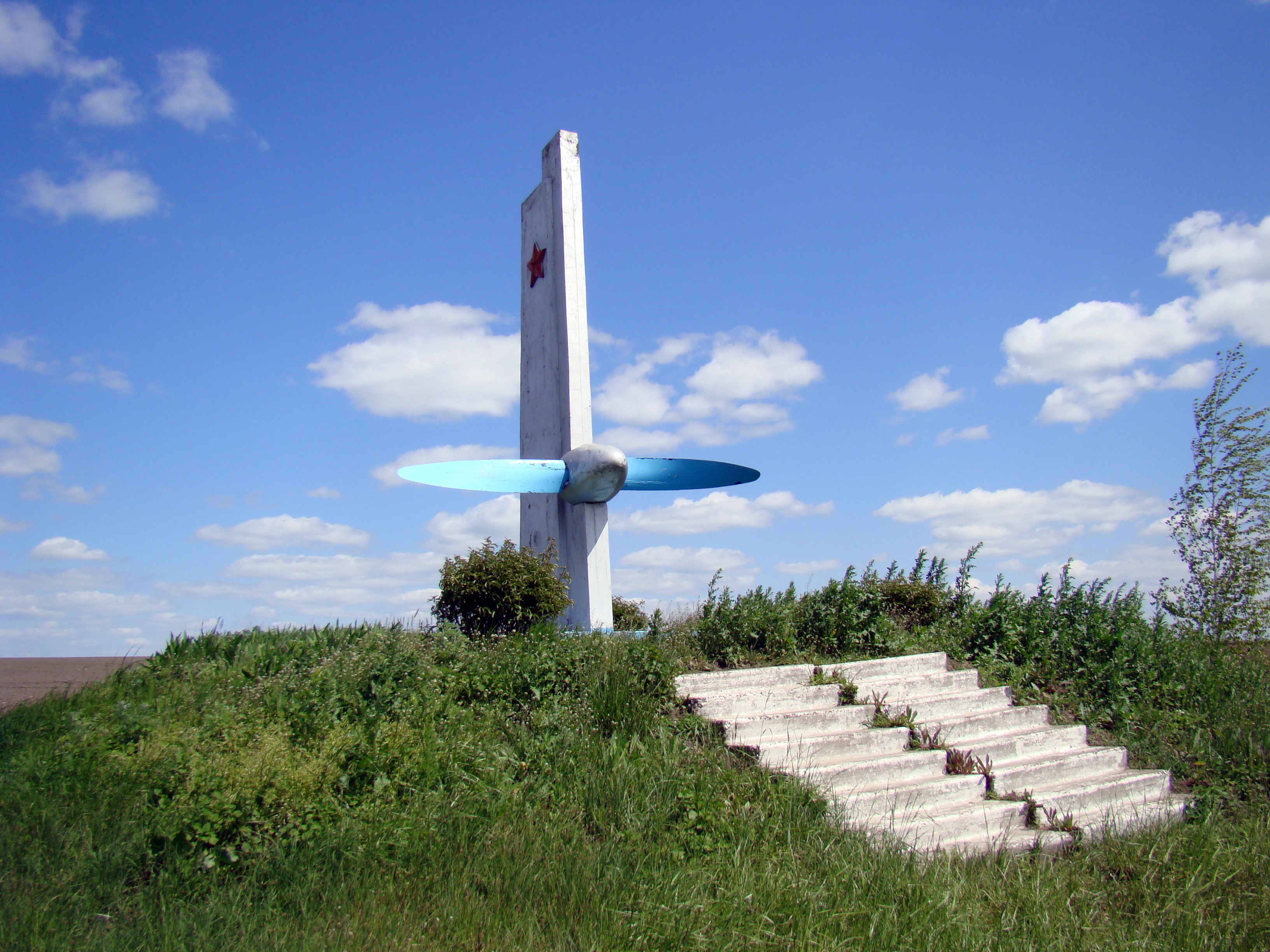
Лехнівка. Могила рад. льотчика, який загинув у 1943 р.

1910 року - село, центр Лехнівської волості Переяславського повіту Полтавської губернії, 314 господарств, 1809 мешканців разом з найманими робітниками.
Село було центром Лехнівського р-ну Прилуцького округу Полтавської губернії в 1923-1925 рр. Станом на 1923 рік - 2026 жителів. 
Село постраждало від Голодомору 1932-1933 років, геноциду, проведеного радянською владою. Перед початком колективізації у Лехнівці мешкав 1881 житель, село підпорядковувалось райцентру м. Березань. 1930-ті роки у селі розпочалися із розкуркулення. Зокрема 32 куркульські господарства були конфісковані, самі ж родини було депортовано за межі України, передусім у Сибір. Майно розкуркулених було передане створеним колгоспам імені Косіора та імені Роговця. Про масштаби голодомору в селі можна судити з того, що навіть через 6 років після трагедії за даними перепису населення 1939 року там мешкало лише 1416 жителів, у тому числі 682 осіб чоловічої статі, та 734 жіночої. У 1996 році було укладено на основі свідчень жителів Худоби Г.М., 1915 р.н.; Костюк О.М.,1913 р.н.; Чеснішої М.О., 1923 р.н., та інших  мартиролог жителів с. Лехнівки – жертв Голодомору 1932-1933 років Зокрема встановлено такі імена загиблих: Бобро Г.І., Петренко І.І., Петренко П.Ф., Тоцький Г.В., Чесніший О.І., Чесніша О.П. і їхні діти – Чесніший Й.О., Чесніший П.О.
До 12 червня 2020 року було центром Лехнівської сільської ради.

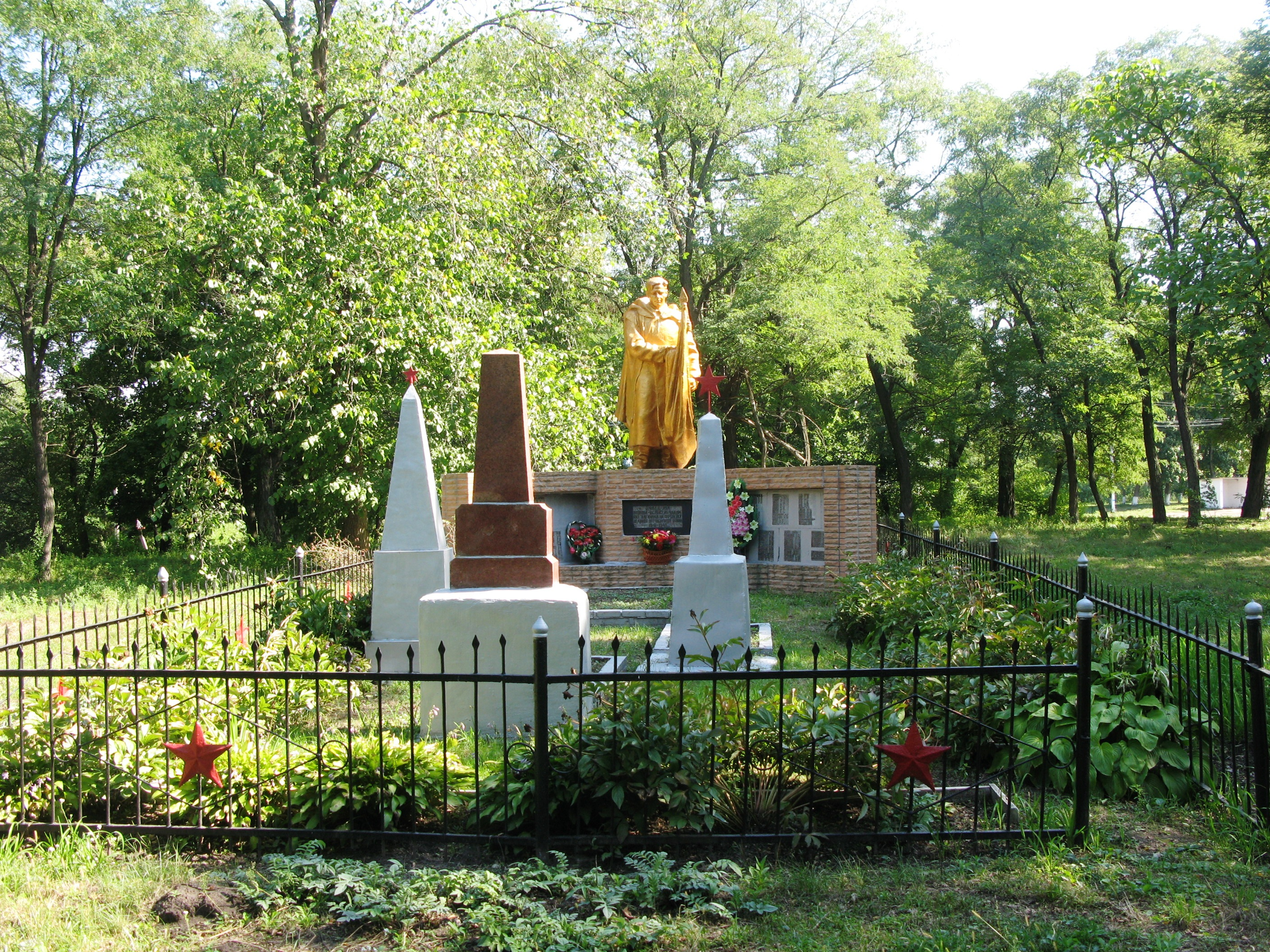
Братська могила воїнів Радянської Армії та пам'ятний знак на честь воїнів-односельців, які загинули в роки другої світової війни, село Лехнівка, у парку

## Населення
Згідно з переписом УРСР 1989 року чисельність наявного населення села становила 1549 осіб, з яких 687 чоловіків та 862 жінки.
За переписом населення України 2001 року в селі мешкало 1456 осіб.

### Мова
Розподіл населення за рідною мовою за даними перепису 2001 року:
| Мова       | Відсоток |
| ---------- | -------- |
| українська | 96,84 %  |
| російська  | 3,02 %   |
| білоруська | 0,14 %   |

## Видатні уродженці
- Тоцький Леонід Григорович — український художник.
- Тоцький Федір Якович (1876 - ?) - видатний український громадський діяч у Харбіні (Китай), один із засновників українського громадського життя в Китаю
- Тоцька Олена Парфентіївна (1879 - ?) - українська громадська діячка у Харбіні
- Тоцький Гаврило Федорович (1902-1979) - український громадський діяч у Харбіні та Шанхаю
- Тоцький Григорій Федорович (1904 - ?) - український громадський діяч у Харбіні
- Тоцький Семен Федорович (1900 - ?) - український  громадський діяч у Харбіні